# 超次元ゲイム ネプテューヌ Sisters vs Sisters
『超次元ゲイム ネプテューヌ Sisters vs Sisters』（ちょうじげんゲイム ネプテューヌ シスターズ バーサス シスターズ）は、コンパイルハートより2022年4月21日発売のPlayStation 4、PlayStation 5用ゲームソフト。その後、2023年8月10日にNintendo Switch版が発売され、2024年5月22日にXbox One・Xbox Series X/S版が全世界向けにを海外法人であるIdea Factory Internationalから発売予定。

## 概要
本作は『超次元ゲイム ネプテューヌmk2』、およびリメイク作の『超次次元ゲイム ネプテューヌRe;Birth2 SISTERS GENERATION』以来のネプギアが主人公となる作品で、『新次元ゲイム ネプテューヌVII』の復活エンドの続きとなるが、公式はスピンオフ作品で扱っている。

## システム
本作はシリーズ初のアクションRPGとなっている。

## ストーリー
暗黒星くろめによるゲイムギョウ界滅亡を阻止し、天王星うずめを復活させて平和になったゲイムギョウ界だったが、ある日ぴーしー大陸から救援要請があり守護女神達は救援に向かう。一方ネプギア達女神候補生は、ある研究施設に対する調査をイストワールに依頼され向かうが、そこにいた謎の女神「グレイシスター」によってカプセルに閉じ込められ眠らされてしまう。
ネプギア達が目を覚ました時は2年の時が経過し、その間に犯罪神マジェコンヌが復活してぴーしー大陸が消滅、それに巻き込まれる形でネプテューヌは行方不明になってしまう。それを境に突如モンスターが大量発生する「バズール現象」が起こり、ゲイムギョウ界が多大な被害を受け、プラネテューヌは陥落した。更には謎のスマートフォン「マジフォン」によってシェアの大半が奪われ、それによって神次元との次元の繋がりが絶たれてしまっていた。バズール現象の収束とマジフォンの正体を解明していく中、シェアを強引に集めているグレイシスターと戦っていく内にその背後に犯罪神マジェコンヌが暗躍しており、それらの事態を引き起こした全ての元凶はぴーしー大陸が犯罪組織の残党と結託して製作した、シェアエネルギーを無尽蔵に作り出せる「インフィニット・シェアクリスタル」と呼ばれる黒いシェアクリスタルだった。

## 登場人物
「声」は担当声優を指す。

### 女神候補生
ネプギア / パープルシスター
声 - 堀江由衣

ユニ / ブラックシスター
声 - 喜多村英梨

ロム / ホワイトシスター
声 - 小倉唯

ラム / ホワイトシスター
声 - 石原夏織

### 守護女神
ネプテューヌ / パープルハート
声 - 田中理恵

ノワール / ブラックハート
声 - 今井麻美

ブラン / ホワイトハート
声 - 阿澄佳奈

ベール / グリーンハート
声 - 佐藤利奈

### コラボ擬人化キャラクター
『Sisters vs Sisters』新参戦の会社とゲームソフト擬人化キャラクター。PS4・PS5版では2周目開始時に加入したが、Switch・Xbox One・Xbox Series X/S版では1周目から加入。
ひぐらしのなく頃にちゃん
声 - 中原麻衣
『ひぐらしのなく頃に』の擬人化キャラクター。モチーフ元は同作品の登場人物「竜宮レナ」で、担当声優もモチーフ元と同様。
上海アリスちゃん
声 - ながえゆあ
『上海アリス幻樂団』の擬人化キャラクター。モチーフ元は『東方Project』の登場人物「博麗霊夢」。

### サブキャラクター
イストワール
声 - かないみか

アイエフ
声 - 植田佳奈

コンパ
声 - さかいかな

マホ
声 - 鈴代紗弓
Switch・Xbox One・Xbox Series X/S版ではパーティーに加入する。
アンリ
声 - 大下菜摘
Switch・Xbox One・Xbox Series X/S版ではパーティーに加入する。
家守こもり（やもり -）
声 - 吉住絵里加

### 敵対人物
グレイシスター
声 - 鈴代紗弓
マホが女神化した姿。
犯罪神マジェコンヌ
声 - たかはし智秋
『mk2』で一度は倒したが復活を遂げ、ぴーしー大陸を消滅させた。
シーリィ
声 - 春野杏

エフツーピー
声 - 志田良太

ダークパープル
声 - 田中理恵
終盤で解放されるオマケダンジョンのネプトラルタワーに登場する隠しボス。『VII』に登場した時とは異なり、本編のキャラクターと同サイズにダウンサイジングしており、流暢に喋る。

### みんつぶのみ登場
ストーリーに関わる事が一切ないキャラクター
神宮寺ケイ、西沢ミナ、箱崎チカ、ビーシャ、ケーシャ、シーシャ、エスーシャ

## 主題歌
オープニングテーマ「Fight for Victory」
作詞・歌 - 彩音 / 作曲 - 本田正樹
エンディングテーマ「ネプネプなDAYS」
作詞・作曲 - NNBS / 歌 - Shibu3 project

## スタッフ
- キャラクター原案 - つなこ
- キャラクターデザイン - 平野克幸
- アンリ・キャラクターデザイン - ナナメダケイ